# Ås Station
Ås Station (Ås stasjon) er en norsk jernbanestation på Østfoldbanen (vestre linje) i Ås. Stationen består af to spor med to perronen og en stationsbygning, der er opført efter tegninger af Peter Andreas Blix. Den ligger 94,2 m.o.h., 31,15 km fra Oslo S. Stationen betjenes af NSB's lokaltog mellem Stabekk og Moss. 
Stationen åbnede sammen med Østfoldbanen 2. januar 1879. Oprindeligt hed den Aas, men den skiftede navn til Ås i april 1921. Den blev fjernstyret 8. december 1972. I foråret 2006 nedlagde NSB billetsalget på stationen. I stedet benyttes den nu indimellem til koncerter og forskellige udstillinger.
- Ås Station 1905